# Sangalopsis angustiplaga
Sangalopsis angustiplaga là một loài bướm đêm trong họ Geometridae.